# Bafokengs

Emplacement de la municipalité locale de Rustenburg, où résident la majorité des Bafokengs, dans la province du Nord-Ouest.

Les Bafokengs (« peuple de la rosée ») sont une ethnie d’Afrique du Sud, comptant environ 300 000 individus. La majorité d'entre eux vit au sein du district de Bafokeng, également nommé Nation Royale Bafokeng, dirigée par le roi Leruo Molotlegi. Ce territoire de 2 000 km2 fait partie de la province du Nord-Ouest, et sa capitale administrative est Phokeng. Leur économie repose essentiellement sur l'exploitation du platine, grâce à l'exploitation du gisement de Merenesky.

## Histoire
Les Bafokengs font partie des peuples Sotho-Tswana, présents dans la majeure partie de l'Afrique australe. Ils s'installent dans leur région actuelle il y a plus de 200 ans.
Les Boers s'emparent du territoire dans le milieu du XIXe siècle. Il se trouve intégré à la république sud-africaine du Transvaal, dirigée de 1883 à 1902 par Paul Kruger. Celui-ci conseille à Kgosi Mokgatle, roi des Bafokengs de 1834 à 1891, d'acheter des titres de propriétés portant sur le territoire de son peuple. Le roi envoya des hommes travailler dans les mines de diamants de Kimberley, et avec l'argent rapporté, put acheter ses terres.
En 1913, le Natives Land Act (« loi sur la propriété foncière indigène ») est voté. Cette loi, l'un des textes fondateurs de l'apartheid, interdit aux Africains d’être propriétaires de terres en dehors des « réserves » indigènes (seulement 7 % de la superficie totale de l’Union d'Afrique du Sud sont alors attribuées aux Noirs). Le roi confie alors ses terres à des missionnaires luthériens, qui l'administrèrent jusqu'en 1989, année où les noirs furent à nouveau autorisés à posséder des terres.

## Économie
L'économie tourne essentiellement autour de la production de platine, même si une diversification est opérée depuis le début des années 2000.
Néanmoins, le chômage touche 40 % de la population active.